# Elias Boudinot (1740–1821)
Elias Boudinot (ur. 2 maja 1740 w Filadelfii, zm. 24 października 1821 w Burlington) – amerykański prawnik, polityk, pułkownik Armii Kontynentalnej, szpieg. Czterokrotny członek Kongresu Kontynentalnego, prezydent Kongresu Kontynentalnego od 4 listopada 1782 roku do 2 listopada 1783 roku, członek Izby Reprezentantów w latach 1789–1795 oraz trzeci dyrektor U.S. Mint w latach 1795–1805.

## Życiorys
Urodził się 2 maja 1740 roku w Filadelfii. W dzieciństwie uczęszczał do szkoły założonej przez Benjamina Franklina, którego był również sąsiadem. Otrzymał klasyczne wykształcenie. Studiował prawo na College of New Jersey. W 1760 roku został prawnikiem i radcą prawnym. W tym samym roku został członkiem palestry i rozpoczął praktyki w Elizabethtown (obecnie Elizabeth). W latach 1772–1821 był członkiem rady powierniczej College of New Jersey. W 1775 roku został członkiem zgromadzenia prowincjonalnego New Jersey.
Pomimo poglądów zbliżonych do wigów popierał rewolucję amerykańską. W Armii Kontynentalnej otrzymał stopień pułkownika. Pełnił funkcję Komisarza Generalnego Jeńców Wojennych Armii Kontynentalnej od 15 maja 1777 roku do 11 maja 1778 roku. Od 1777 roku do końca wojny o niepodległość był również szpiegiem Armii Kontynentalnej. Przekazywał fałszywe informacje brytyjskim generałom Williamowi Howe’owi i Henry’emy Clintonowi, a także informował powstańców o ruchach wojsk brytyjskich. W latach 1778, 1781, 1782 i 1783 był członkiem Kongresu Kontynentalnego. Od 4 listopada 1782 roku do 2 listopada 1783 roku był prezydentem Kongresu Kontynentalnego. Kiedy sprawował tę funkcję, podpisano sojusz z Francją oraz rozpoczęto negocjacje warunków pokoju z Wielką Brytanią, a także podpisano pokój paryski. W latach 1789–1795 był członkiem Izby Reprezentantów.
W październiku 1795 roku Thomas Jefferson i Jerzy Waszyngton wytypowali Boudinota na następcę Henry’ego Williama de Saussure’a, dyrektora U.S. Mint. Wyboru tego dokonano z uwagi na dobrą reputację Boudinota. 28 października rozpoczął sprawowanie nowych obowiązków. Zakazał stosowanej dotychczas nielegalnej praktyki używania srebra próby 900 do bicia srebrnych monet i nakazał powrót do zalegalizowanej przez Kongres próby 892. W trakcie sprawowania funkcji dyrektora mennicy zmagał się z problemem niedoboru srebra w depozytach U.S. Mint niezbędnego do wybijania srebrnych jednodolarówek. W celu załagodzenia sytuacji z własnych oszczędności przekazał mennicy 9000 srebrnych koron francuskich (wówczas jedna srebrna korona była warta jednego dolara i 10 centów). W 1805 roku zrezygnował z funkcji dyrektora. W 1816 roku założył American Bible Society, którego został pierwszym przewodniczącym. Funkcję tę sprawował do swojej śmierci. W 1816 roku napisał książkę pt. A Star in the West; or, A Humble Attempt To Discover the Long Lost Ten Tribes of Israel, Preparatory To Their Return To Their Beloved City, Jerusalem.
Był przeciwnikiem niewolnictwa i popierał równouprawnienie Indian.
Zmarł w Burlington 24 października 1821 roku.

## Życie prywatne
Był w związku małżeńskim z Hanną Stockton. Z tego związku mieli dwójkę dzieci: Marię (1763–1765) i Susan (1764–1854).

## Upamiętnienie
W 1943 roku na cześć Boudinota nazwano amerykański statek transportowy typu Liberty o numerze kadłuba 243126.